# Patrick Buisson
Pour les articles homonymes, voir Buisson.
Patrick Buisson, né le 19 avril 1949 à Paris et mort le 26 décembre 2023 aux Sables-d'Olonne, est un essayiste, journaliste, documentariste et conseiller politique français.
Engagé à l'extrême droite dès sa jeunesse, il milite par la suite pour l'union des droites. Il est aussi spécialiste des études d'opinion, directeur général de la chaîne Histoire de 2007 à 2018, ainsi que conseiller du président Nicolas Sarkozy de 2007 à 2012.

## Biographie

### Jeunesse maurrassienne
Fils d'un ingénieur d'Électricité de France engagé d'abord à l'Action française dans les camelots du roi avant d'adhérer au Rassemblement du peuple français du général de Gaulle, Patrick Buisson est élevé dans les idées de Charles Maurras et dans l'anticommunisme. En 1956, à sept ans, les idées de ses parents l'amènent à manifester contre l'entrée des chars soviétiques à Budapest.
Son engagement politique débute au lycée Pasteur à Neuilly-sur-Seine, où, marqué par la guerre d'Algérie, il refuse de respecter une minute de silence après un attentat meurtrier de l'Organisation de l'armée secrète (OAS). Étudiant en histoire à l'université de Nanterre, appréciant notamment Philippe Ariès et Raoul Girardet, il obtient une licence, puis rédige en 1971, sous la direction de René Rémond, un mémoire de maîtrise sur Les Courants idéologiques dans le mouvement de défense de l'Algérie française. En 1976, il prépare sous la direction de Girardet une thèse de doctorat sur Le Mouvement Algérie française, les hommes et les idées, finalement non achevée.
Durant ses études, il devient vice-président de la Fédération nationale des étudiants de France (FNEF), et s'oppose au Mouvement du 22 Mars en 1968 aux côtés d'Alain Renault, qui est à cette époque rédacteur en chef avec François Duprat des Cahiers européens, publication nationaliste révolutionnaire. Également membre du groupuscule néo-fasciste Occident au début des années 1970, il théorise l'importance des idées dans la bataille culturelle en s'inspirant des textes du militant communiste italien Antonio Gramsci.

### Journaliste politique
Analyste et militant politique d'extrême droite, Buisson s'éloigne cependant de la politique active dès la fin de ses études et, après avoir enseigné jusqu'en 1979, se tourne pour l'essentiel vers le journalisme engagé avec Minute (1981-1987), dont il devient le correspondant à l'Assemblée nationale, puis en dirige la rédaction pendant un an.
En 1984, il publie avec Pascal Gauchon, ex-rédacteur en chef de Défense de l'Occident et ancien secrétaire général du Parti des forces nouvelles, le livre OAS, Histoire de la résistance française en Algérie, préfacé par Pierre Sergent, l'un des dirigeants de l'organisation,. Dans ce livre, hagiographique, il justifie son combat contre la « trahison » du général de Gaulle et compare le groupe terroriste à la résistance française pendant l'occupation allemande.
La même année, il publie un album photographique sur Jean-Marie Le Pen, coécrit avec Alain Renault, ancien secrétaire national du Front national et contributeur du journal Militant, ainsi que Le Guide de l'opposition, dans lequel il recense les partis, personnes et clubs de droite et d'extrême droite des villes de France, dans la perspective d’une alliance contre la gauche,. Jean-Marie Le Pen lui propose d'être candidat en vue des élections législatives de 1986 mais il décline.
Il œuvre alors au rapprochement de « toutes les droites », déclarant que « Le Pen, le RPR et le PR, c'est la droite. Souvent, c'est une feuille de papier à cigarettes qui sépare les électeurs des uns ou des autres ». Selon son analyse, « les électeurs du FN sont pour l'essentiel d'anciens électeurs du RPR déçus par le recentrage et l'évolution pro-européenne de Chirac, pour le reste d'anciens communistes nostalgiques du temps où le PC était conservateur, autoritaire et nationaliste ». Selon Le Monde, le rôle de Patrick Buisson a été prépondérant dans l'effacement du « cordon sanitaire » séparant la droite républicaine de l’extrême droite.
Licencié de Minute en 1987, il rejoint brièvement Le Crapouillot puis, la même année, Valeurs actuelles, dont il devient, en 1992, directeur de la rédaction générale pour six années.

### Conseiller politique
Après quinze ans de presse écrite, il s'oriente vers le conseil aux hommes politiques. Il devient conseiller de James Goldsmith et de Philippe de Villiers, dont il dirige la campagne pour les élections européennes de 1994 et l’élection présidentielle de 1995, en axant les discours vers l'aile droite du RPR par l'affirmation du souverainisme. Avec la société Publifact, qu'il a créée en juillet 1982, il vend ses services à Alain Madelin et à François Bayrou.

### Homme de médias
Il lance en 1996 la revue hebdomadaire Politique Opinion en association avec l'ensemble des directeurs des instituts de sondages, et anime à partir de 2000 la page « Opinion » du Figaro.
Il est créateur et animateur de nombreuses émissions politiques sur LCI dont Le Club de l'opinion (1997-2000), Politoscopie (1999- 2000), puis 100 % Politique (à partir de 2001), en compagnie de David Pujadas. Il est créateur et animateur de Un livre, un débat en 2003.
En 2005, il anime l'émission Questions qui fâchent et coanime, jusqu'en 2007, l'émission hebdomadaire sur LCI intitulée Politiquement Show, et assure également l'émission Questions qui fâchent avec Michel Field.
Il dirige la chaîne Histoire (détenue à 100 % par le groupe TF1) depuis octobre 2007. Selon Le Monde, c'est sa proximité avec le président de la République Nicolas Sarkozy qui aurait permis à la chaîne Histoire de recevoir, entre 2008 et 2009, 270 000 € de la part du ministère de la Culture. À partir de cette date, il est reconduit chaque année pour un an à la tête de la chaîne Histoire par le propriétaire de la chaîne, le groupe TF1, mais démissionne de son mandat de directeur général en septembre 2018.

### Conseiller de Nicolas Sarkozy
Ayant prédit la victoire du « non » à 55 % au référendum français sur le traité constitutionnel européen, il est approché en 2005 par Nicolas Sarkozy, alors ministre de l'Intérieur, qui fait de lui l'un de ses proches conseillers, équilibrant le gaullisme social d'Henri Guaino, rédacteur des principaux discours de sa campagne présidentielle. Il est alors considéré comme un des artisans de la ligne victorieuse de la campagne de 2007 autour d'un discours « décomplexé » sur l'autorité, la morale, l'immigration, la délinquance, l'assistanat, Mai 68, l'identité nationale.
Sans poste officiel au palais de l'Élysée, à sa demande, il demeure cependant un collaborateur très écouté du nouveau président de la République, et quitte l'antenne de LCI. Dès lors, Patrick Buisson guide les choix de Nicolas Sarkozy, notamment sur la création du ministère de l'Identité nationale et de l'Immigration ou encore dans la conquête du vote Front national via l'élaboration d'un discours sécuritaire ad hoc.
À la suite de l'échec de Nicolas Sarkozy en mai 2012 à l'élection présidentielle, ses choix idéologiques et ses conseils dans la campagne sont l'objet de diverses appréciations et polémiques. Françoise Fressoz, éditorialiste du journal Le Monde, souligne son « populisme », et selon Stéphane Rozès, la « droitisation » à laquelle il réussit à mener l'UMP, participe à provoquer le « dynamitage » de ce parti à la suite des élections pour le renouvellement de ses dirigeants au congrès de novembre 2012,.
Spin doctor de Nicolas Sarkozy jugé aussi « méthodique que paranoïaque » selon Mediapart, Patrick Buisson est considéré comme l'une des personnalités ayant permi l'implantation d'un entrisme catholique traditionnaliste au sein de l'État. Il est également l'inspirateur du polémique discours de Latran dans lequel Nicolas Sarkozy affirme que « l’instituteur ne pourra jamais remplacer le curé ou le pasteur ».

### À partir de son départ de l'Élysée
Dans leur livre Le Mauvais Génie (2015), Vanessa Schneider et Ariane Chemin prêtent à Patrick Buisson une proximité avec Jean-Luc Mélenchon que ce dernier qualifie de « pure invention ».
En septembre 2016, il publie La Cause du peuple, dans lequel il se définit comme un « mécontemporain » et fait plusieurs révélations critiques sur l'action et le comportement de Nicolas Sarkozy. Pour L'Express, le livre mêle anecdotes et réflexions pour raconter et juger sévèrement le quinquennat de Nicolas Sarkozy. L'essai est un succès de librairie.
Il apporte son soutien à François Fillon entre les deux tours de la primaire présidentielle des Républicains de 2016. À partir de 2017, il est l'un des proches conseillers de Nicolas Dupont-Aignan.

### Soutien d'Éric Zemmour
Il soutient la candidature d'Éric Zemmour à l'élection présidentielle de 2022. Selon ce dernier, Patrick Buisson est « le premier, avec Philippe de Villiers, à envisager [s]a candidature », alors que la presse les nomme la « droite hors les murs ».

### Vie privée et mort
Séparé d'une experte-comptable à la retraite, il est le père de Georges Buisson, qui publie en 2019 L'Ennemi, un essai critique à son sujet.
Patrick Buisson meurt le 26 décembre 2023 aux Sables-d'Olonne, à l’âge de 74 ans. Ses obsèques sont célébrées le 3 janvier 2024 par Louis-Marie de Blignières en l'église Saint-Ferdinand-des-Ternes à Paris ; elles rassemblent les représentants de l'extrême droite française, de Reconquête et du Rassemblement national. Sont également présents des journalistes du Figaro et du Journal du dimanche,. Si aucun élu Les Républicains n'était présent lors de ses obsèques, le président du parti Éric Ciotti a fait envoyer une couronne de fleurs au nom de son parti.

## Condamnations

### Affaire OpinionWay
En 2008, à la tête de Publifact, Patrick Buisson envoie à l'Élysée un total de 130 factures pour des conseils, dont une quinzaine de sondages réalisés par OpinionWay et publiés par Le Figaro et LCI, pour un prix de 392 288 €. Selon la Cour des comptes, le total de ses prestations a atteint la somme de 1,5 million d'euros pour l'année 2008. Le 23 juillet 2009, le PS demande la création d'une commission d'enquête.
Patrick Buisson contre-attaque et dépose une plainte le 11 décembre 2012 contre la ministre de la Justice Christiane Taubira pour « prise illégale d'intérêt », celle-ci faisant partie alors du comité de parrainage d'Anticor, l'association à l'origine d'une plainte contre X dans le cadre de l'affaire des sondages. L'enquête se solde par un non lieu en 2017, les magistrats considérant qu'elle n'avait pas commis d'infraction.
En juillet 2015, il est mis en examen pour recel de favoritisme, abus de biens sociaux et détournement de fonds publics dans l'affaire des sondages de l'Élysée réalisés entre 2007 et 2012 sous la présidence de Nicolas Sarkozy, sans mise en concurrence préalable. Le 21 janvier 2022, il est condamné pour abus de biens sociaux à deux ans de prison avec sursis et 150 000 € d'amende.

### Affaire des enregistrements de l'Élysée
Durant la période où il travaille à l'Élysée, Patrick Buisson enregistre des réunions à l'insu de Nicolas Sarkozy et des autres conseillers présidentiels, à l'aide d'un dictaphone caché (dissimulation qu'il nie par l'intermédiaire de son avocat Gilles-William Goldnadel). L'existence de ces enregistrements est révélée par l'hebdomadaire Le Point en février 2014, puis des extraits sont publiés par Le Canard enchaîné et Atlantico en mars. Le couple Bruni-Sarkozy porte plainte pour violation de la vie privée, à la fois contre Atlantico et contre Patrick Buisson ; Patrick Buisson porte plainte contre X pour vol et recel,. En 2014, Patrick Buisson est condamné à verser 10 000 € à Nicolas Sarkozy et à Carla Bruni pour atteinte à la vie privée.

### Accusations de plagiat
Le 6 avril 2013, le journaliste Jérôme Dupuis affirme dans L'Express que Patrick Buisson aurait plagié longuement un livre de Jean-Louis Harouel, Le Vrai Génie du christianisme, dans un entretien accordé au Figaro Magazine. Buisson se défendant d'avoir été plagiaire, Harouel publie un article sur Rue89 pour fustiger ses procédés.

## Décorations
Il est décoré par le président de la République Nicolas Sarkozy au titre de chevalier de la Légion d'honneur, le 24 septembre 2007.
Le 21 janvier 2012, le pape Benoît XVI le promeut, dans la salle ducale du palais du Vatican, commandeur de l'ordre de Saint-Grégoire-le-Grand.

## Œuvres

### Documentaires
- 1985 : Le Pen sur le front, réal. avec Anne-Sophie Druet et Serge de Beketch, Paris, Intervalles
- 1985 : L'école libre est dans la rue : Paris 24 juin 1984, réal. avec Hervé de Canteloube et Anne-Sophie Druet, Paris, Intervalles
- 2011 : Paris Céline. Sur les pas de Céline avec Lorànt Deutsch, réal. avec Guillaume Laidet, aut. Lorànt Deutsch, Paris, Montparnasse
- 2011 : Amour et sexe sous l'Occupation, réal. d'Isabelle Clarke, prod. CC&C[53]
- 2013 : Gustave Thibon, il était une foi, réal. Guillaume Laidet
- 2014 : Si je mourais là-bas, la guerre des écrivains, réal. Guillaume Laidet
- 2015 : Si Paname m'était conté, Paris années 50, réal. Guillaume Laidet
- 2016 : Les Dieux meurent en Algérie, la guerre des combattants, réal. Guillaume Laidet
- 2017 : Allez-y sans moi… : les anti-modernes parmi nous , réal. Guillaume Laidet
- 2018 : Les Manants du roi, docufiction réal. par Guillaume Laidet
- 2019 : Que Dieu m'y garde : le procès de Jeanne d'Arc, réal. par Guillaume Laidet

### Publications
- 1984 : OAS : Histoire de la résistance française en Algérie, avec Pascal Gauchon, Bièvres, Jeune Pied-Noir, 168 p.  (ISBN 2-904997-00-8)
- 1984 : L'Album Le Pen, avec Alain Renault (dir.), Écully, Intervalles, 155 p.  (ISBN 2-905409-01-0)
- 1993 : Vendée, le Livre de la mémoire (avec Jean Tulard, etc.), Valmonde, Paris.
- 1993 : avec Éric Branca, Philippe de Villiers ou La politique autrement, Paris, Le Rocher, coll. « Documents », 258 p. (ISBN 2-2680-1447-9).
- 1995 : Avec le temps / C'est l'histoire d'un métamec sur Léo Ferré, photogr. Hubert Grooteclaes, Paris, Chêne, 149 p.  (ISBN 2-85108-895-5)
- 1996 : Sacha Guitry et ses femmes, Paris, Albin Michel, 321 p.  (ISBN 2-226-08716-8)
- 2008-2011 : 1940-1945 : Années érotiques, Paris, Albin Michel :
  - 2008 : Vichy ou les infortunes de la vertu, 570 p.  (ISBN 978-2-226-18394-1)
  - 2009 : De la grande prostituée à la revanche des mâles, 521 p.  (ISBN 978-2-226-18688-1)
  - 2011 : L'Occupation intime, 319 p. + DVD  (ISBN 978-2-226-18198-5)
- 2008 : La Grande Guerre, 1914-1918, avec Jean-Pascal Soudagne, préf. Max Gallo, photogr. Ecpad, Paris, XO éditions, 351 p. + DVD  (ISBN 978-2-84563-397-1)
- 2009 : La Guerre d'Algérie, préf. Michel Déon, photogr. Marc Flament, Paris, Albin Michel, 271 p. + DVD  (ISBN 978-2-226-18175-6) Ce livre a fait l'objet d'une polémique à sa sortie. Il lui a été reproché par plusieurs spécialistes de la guerre d'Algérie de ne présenter que le point de vue du colonisateur et de l'Armée française[54].
- 2009 : La Guerre d'Indochine, préface de Pierre Schœndœrffer, Paris, Albin Michel, 255 p. + DVD  (ISBN 978-2-226-18173-2)
- 2012 : Le Paris de Céline, Albin Michel  (ISBN 978-2-226-20814-9) Ce livre est tiré du documentaire Paris Céline : Sur les pas de Céline avec Lorànt Deutsch[55].
- 2016 : La Cause du peuple, Éditions Perrin (ISBN 978-2-262-06936-0).
- 2017 : La Grande Histoire des guerres de Vendée (préf. Philippe de Villiers), Perrin.
- 2021 : La Fin d'un monde, Albin Michel.
- 2023 : Décadanse, Albin Michel.

## Dans la fiction
- 2013 : dans le téléfilm La Dernière Campagne, son rôle est interprété par Éric-Emmanuel Schmitt.
- 2015 : dans la bande dessinée de François Durpaire et Farid Boudjellal, La Présidente, où Marine Le Pen gagne l’élection présidentielle de 2017, Patrick Buisson devient P-DG de TF1.

#### Ouvrages
- William Blanc, Aurore Chéry et Christophe Naudin, Les Historiens de garde : de Lorànt Deutsch à Patrick Buisson, la résurgence du roman national, Inculte Éditions, 2013, 253 p.
- Ariane Chemin et Vanessa Schneider, Le Mauvais Génie, Fayard, 2015, 312 p., Prix Bernard-Mazières du livre politique
- Renaud Dély, La Droite brune : UMP-FN : Les secrets d'une liaison fatale, Flammarion, 274 p.
- Ian Hamel, Sarko & cie, Archipel, 2011, 280 p.
- François Bousquet, Enquête sur la droite buissonnière, éditions du Rocher, 2017

#### Articles
- Nicolas Lebourg, « Patrick Buisson n'est ni « intellectuel », ni « maurrassien » », Slate,‎ 5 mars 2014 (lire en ligne)
- Thierry Leclère, « Patrick Buisson, conseiller très à droite du Président », Télérama, no 3121,‎ 10 novembre 2009 (lire en ligne)

### Vidéographie
- Reportage d’Envoyé spécial, « Qui est Patrick Buisson ? », mars 2014.